# Туйгун, Шукурджан
Шукурджан Туйгун (12 марта 1909 — 1981) — узбекский советский поэт, драматург, переводчик. Один из первых драматургов Узбекистана.
 Член Союза писателей СССР (1934), участник Первого съезда советских писателей. 

## Биография
Родился в 1909 году в кишлаке Ганджираван, Андижанской области, в семье арбакеша (возчика), воспитывался в детском доме, вступил в комсомол.
Учился в Институте просвещения в Бухаре, затем в 1925-1930 годах учился на факультете языка и литературы Бакинского университета.
В 1934 году был делегатом на Первом съезде писателей СССР, став одним из первых членов Союза писателей СССР.
Умер в 1981 году.

## Творчество
Писать начинал в 1928 году. Первые сборники его стихов и рассказов: «Лакчалар» (1930), «Вахш» (1932) «Кунгил томчиси» («Желания сердца», 1934), «Честь» (1937) и др.
Автор поэм «Мужественный джигит», «Настоящий сын» и «Очилди».
Наиболее известен как драматург, создал такие произведения как: пьеса «Бахадыр» (1939) — где показана тяжёлая жизнь бедноты в прошлом, разоблачаются жадность и корыстолюбие богачей, показана борьба народных масс с ханскими угнетателями в дореволюционной Средней Азии; драма «Касос» («Месть», 1942, в соавторстве с Амином Умари) — о героизме воинов-узбеков на фронтах Великой Отечественной войны; пьеса «Мухаббат» («Любовь», 1946) — о советских людях в первый послевоенный год; пьеса «Хикмат» («Мудрость», 1951) — об узбекской интеллигенции.
Пьесы ставились в Узбекском театре драмы им. Хамзы и других узбекских театрах, а также в таджикских и туркменских театрах.
В своих произведениях воспевал дружбу между народами Советского Союза, великие преобразования в самосознании трудящихся масс, борьбу с феодально-байскими пережитками.

В своих стихах и поэмах, написанных с использованием экспрессии, стилистики и пафоса поэзии Владимира Маяковского, Эдуарда Багрицкого, Хамзы Хаким-заде Ниязи, он ярко выражал дух революционных перемен в жизни трудящихся масс Средней Азии, массовый созидательный порыв, охвативший, прежде всего, бедняцкие слои населения края. Особое место в его многогранном творчестве занимает тема освобождаемой от гнёта феодально-байских предрассудков женщины Востока. — Шухрат Миралимов, кандидат исторических наук, 2013 год
Перевёл на узбекский язык «Ревизора» Н. Гоголя и «Оптимистическую трагедию» В. Вишневского.

## Память
В Ташкенте, на доме в котором в 1969—1981 годах жил драматург, установлена мемориальная доска.
В независимом Узбекистане имя поэта было забыто. Произведения указаны в каталогах библиотек, но фактически отсутствуют. До сих пор остаётся не найденной драма «Бахтияр».
Только в 2013 году был издан однотомник его произведений на узбекском языке и трёхтомник — на русском языке.

Дело в том, что, готовясь к сбору, переводу и изданию произведений Туйгуна на русском языке, литературовед Ало Ходжаев не смог обнаружить его книг в библиотеках. Более того — нет упоминания даже фамилии Туйгуна в новой узбекской энциклопедии, хотя бы с критической характеристикой. Произведений Туйгуна нет сейчас ни в одной библиотеке республики, даже в фундаментальной Государственной публичной библиотеке имени А.Навои сохранилось далеко не полностью творческое наследие поэта и драматурга. Понятно, что идеологическое содержание большинства произведений Туйгуна не разделяется сегодняшними властями независимой страны, но можно ли начисто вытравливать из памяти народа человека, который являлся его ярким представителем и патриотом? Более того, вправе ли кто-либо волюнтаристски и самолично решать: существовал ли тот или иной человек на белом свете?— Шухрат Миралимов, кандидат исторических наук, 2013 год